# فأر جيبي طويل الأطراف
فأر جيبي طويل الأطراف (الاسم العلمي: Perognathus longimembris) هو نوع من الحيوانات يتبع جنس فأر جيبي حريري من فصيلة الغوفرية.